# 戲說新聞
戲說新聞，中華人民共和國電視廣播之民生新闻節目的一種，主持人融入了曲藝（評書等）的講話風格，對嚴肅新聞軟包裝。由於傳統曲藝多以當地語言（「方言」）表達，此種節目較少普通話。選材而言，它和普通話民生新闻節目所選的新聞大同小異，以温州电视台温州話節目《百曉講新聞》為例，有七大類：監督街道辦或村委會主管的民生問題（例如公共自行車）、實用信息提醒（例如車管所提醒進口車）、公安緝拿疑犯歸案的匯報、奇聞逸事、文化新聞、官員新聞（例如局長聽市長熱線）、消費糾紛。